# Cinygmula hutchinsoni
Cinygmula hutchinsoni is een haft uit de familie Heptageniidae. De wetenschappelijke naam van de soort is voor het eerst geldig gepubliceerd in 1939 door Traver.
De soort komt voor in het Oriëntaals gebied.